# Euphyia borealis
Euphyia borealis är en fjärilsart som beskrevs av Petersen 1902. Euphyia borealis ingår i släktet Euphyia och familjen mätare. Inga underarter finns listade i Catalogue of Life.